# Ras el Kresim
Ras el Kresim (àrab: رأس الكراسيم, Raʾs al-Karãsīm) és un cap de la costa oriental de Tunísia, al governació de Médenine. Forma la part continental oposada a l'illa de Gerba, enfront del Ras Terbella. Una mica al nord-est del cap s'inicia l'antiga via romana, avui carretera, i en tota la zona hi ha edificacions de la vila d'El Kantara Continent; al sud del cap hi ha la vila de Khaoul El Gradir.